# Francis O. Lindquist

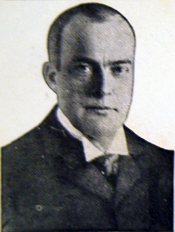
Francis O. Lindquist

Francis Oscar Lindquist (* 27. September 1869 in Marinette, Wisconsin; † 25. September 1924 in Grand Rapids, Michigan) war ein US-amerikanischer Politiker. Zwischen 1913 und 1915 vertrat er den Bundesstaat Michigan im US-Repräsentantenhaus.

## Werdegang
Francis Lindquist besuchte die öffentlichen Schulen seiner Heimat. Im Jahr 1904 zog er nach Greenville in Michigan, wo er im Kleiderversand und im Handwerk arbeitete. Elf Jahre später, im Jahr 1915, zog Lindquist nach Grand Rapids weiter. Dort wurde er Präsident der Firma Canada Mills Co. Politisch wurde er Mitglied der Republikanischen Partei.
Bei den Kongresswahlen des Jahres 1912 wurde er im elften Wahlbezirk von Michigan in das US-Repräsentantenhaus in Washington, D.C. gewählt, wo er am 4. März 1913 die Nachfolge von Francis H. Dodds antrat. Da er im Jahr 1914 von seiner Partei nicht zur Wiederwahl nominiert wurde, konnte er bis zum 3. März 1915 nur eine Legislaturperiode im Kongress absolvieren. In dieser Zeit traten der 16. und der  17. Verfassungszusatz in Kraft.
Nach seinem Ausscheiden aus dem US-Repräsentantenhaus arbeitete Lindquist wieder im Versandhandel. Später zog er nach Greenville, wo er eine Korrespondenzschule für Versandhändler leitete. Im Jahr 1922 bewarb er sich erfolglos um die Rückkehr in den Kongress. Francis Lindquist starb am 25. September 1924 in Grand Rapids und wurde in Greenville beigesetzt.